# ماد کوچک
ماد کوچک یا ماد خرد نام یکی از دو ایالت سرزمین ماد بوده‌است.

## محدوده ماد کوچک

### پتشخوارگر و طبرستان
در آثار مورخان یونانی سرزمین پتشخوارگر بخشی از ماد معرفی شده‌است و جغرافیای آن با جغرافیای ماد کوچک توافق تقریبی دارد. در کتیبه‌ای آشوری سرزمین پتشخوارگر بخشی از مادهای دور دست معرفی شده‌است. مورخانی یونانی مانند استرابون و بطلمیوس اقوام تپوری، ماردی، کادوسیان و کرتی را از ساکنان سرزمین ماد معرفی کردند. سبئوس مورخ ارمنی دوره ساسانی نیز سرزمین گیلان، دیلم و تپرستان را بخشی از سرزمین ماد معرفی کرده‌است.

### آتروپاتگان
به گفتهٔ استرابو مورخ یونانی، بعدتر ماد کوچک عنوان آتروپاتن (آتورپاتگان) را از سردار و شهربان ایرانی آن سرزمین، یعنی آتروپات گرفت. سپس در دوران پس از اسلام آتورپاتگان به آذربایجان دگرگون شد.

### بخشی از زاگرس
ماد بزرگ نیز شامل همدان، تهران و بخشی از کردستان امروزی در زاگرس بوده‌است.